# Titarisios
Der Titarisios (griechisch Τιταρήσιος, unterhalb der Einmündung des Xerias Ξεριάς auch nach diesem benannt, altgriechisch Τιταρήσιος Titarēsios) ist ein Fluss in der thessalischen Ebene in Griechenland. Der Titarisios entspringt am Berg Olymp und fließt zunächst nach Südwesten, bevor er sich in einem großen Bogen Richtung Osten wendet, dann durch die Ebene von Thessalien, durch die Städte Elassona und Tyrnavos. Er vereinigt sich schließlich mit dem Pinios, der bei Stomio in den Thermaischen Golf im Ägäischen Meer mündet. Der Titarisios ist etwa 100 km lang. Sein wichtigster Nebenfluss ist der Elassonitis.
Erwähnung fand er bereits in Homers Ilias:

„[…] auch die am lieblichen Strom Titaresios Äcker bestellten:

Der in Peneios Flut hinrollt sein schönes Gewässer,

Aber sich nie einmischt in Peneios Silbergestrudel,

Sondern wie glattes Öl auf oberer Welle hinabrinnt; […]“